# 真野毅
真野 毅（まの つよし、1888年6月9日 - 1986年8月28日）は、日本の弁護士。愛知県生まれ。第二東京弁護士会会長。最高裁判所判事。

## 人物
第一高等学校に入学した当時、校長の新渡戸稲造から「リンカーンは、アメリカの大統領になって奴隷解放を成し遂げるために弁護士の道を選んだのだ」と聞き、その伝記をむさぼり読んで、自らも同じ道を歩むことを決めたという。1914年（大正3年）、東京帝国大学法科を卒業。高等文官試験に合格するも弁護士となった。初めから独立して、東京・京橋に事務所を設けた。戦前と戦後の2回、第二東京弁護士会会長を務めた。戦後の司法制度改革では弁護士自治を目指し、現弁護士法の制定に尽力した。
裁判官任命諮問委員会による諮問の結果、1947年（昭和22年）8月4日の最高裁判所発足と同時に最高裁判所判事に就任した日本の裁判官。最高裁判所判事としては、積極的に反対意見を述べ、「硬骨のリベラリスト」と評された。
1958年（昭和33年）6月に定年退官後も憲法調査会委員、国家公安委員などを務めた。
1964年（昭和39年）11月3日に勲一等瑞宝章、1973年（昭和48年）4月29日に勲一等旭日大綬章を受章。

## 裁判官として

### 昭和27年12月25日小法廷判決
文書偽造の公文書無形偽造の扱いを定義した。非公務員が虚偽の申立をして情を知らない公務員をして虚偽の証明書を作成させたときは、公務員が虚偽公文書作成（刑法156条）の間接正犯となるが。「公務員でない者が虚偽の公文書偽造の間接正犯であるときは虚偽公文書作成（同法157条）の場合の外、これを処罰しない趣旨と解するのを相当とする」とした。

### 昭和25年10月11日大法廷判決
最高裁判所昭和25年10月11日大法廷判決 昭和25年（あ）第292号 尊属傷害致死被告事件
かつての刑法では「直系尊属ヲ」「殺シタ」り「身体傷害ニ因リ・・・死ニ致シタ」者は通常の殺人や傷害致死よりも重く罰するという規定があった。1949年10月飯塚市で子が父親の言動に腹を立てかっとなって鋳物鍋や鉄瓶を投げ付けたところ、それが父親の頭部に当たり頭蓋骨骨折等の傷害を与えそれがもとで父親を死に至らしめたという事件があった。原審（福岡地裁飯塚支部）は「刑法第205条第2項の規定は憲法14条に違反するものとして」「懲役3年」の判決を下したところ、検察側が跳躍上告する。
最高裁は「刑法第205条第2項の規定は、憲法第14条に違反しない」として原判決を「破棄差戻」した。
尊属に対する危害をことさら重く罰することについて、当該刑法の規定は「所謂淳風美俗の名の下に・・・多分に封建的、反民主主義的、反人権的思想・・・究極的に人間として法律上の平等を主張する右憲法の大精神に抵触する」とする原判決に対して、最高裁判決は「夫婦、親子、兄弟等の関係を支配する道徳は、人倫の大本」であるから「原判決が・・・親子の間の自然的関係を、新憲法の下において否定せられたところの、戸主を中心とする人為的、社会的な家族制度と混同した」と批判し、刑法第205条第2項の規定は、新憲法施行後の今日においても、厳としてその効力を存続すると結論づけた。
これに対し、真野は、「しかし、ソレ親子の道徳だ、ヤレ夫婦の道徳だ、それ兄弟の道徳だ、ヤレ近親の道徳だ、ソレ師弟の道徳だ、ヤレ近隣の道徳だ、ソレ何の道徳だと言つて、不平等な規定が道徳の名の下に無暗に雨後の筍のように作り得られるものとしたら、民主憲法の力強く宣言した法の下における平等の原則は、果して何処え行つてしまうであろうか、甚だ寒心に堪えないのである。」と述べて、尊属殺に関する規定は違憲だとの少数意見を付した。
この真野少数意見に対して齋藤悠輔は「補足意見」で「民主主義の美名の下にその実得手勝手な我侭を基底として国辱的な曲学阿世の論を展開するもので読むに堪えない」と言った。
後に、第二東京弁護士会広報委員長が「斎藤先生と灰皿を投げ合って論争したというのは本当ですか？」と聞くと、真野は「そんなことはしない。六法全書を投げ合ったんだよ」と答えたという。
その後、1973年（昭和48年）に最高裁判所で尊属殺人違憲判決が下されたときには判決を評価している。

## 略歴
- 1888年6月9日 愛知県生まれ、愛知県立第一中学校（現在の愛知県立旭丘高等学校）、旧制第一高等学校卒
- 1914年 東京帝国大学法学部卒業
- 1947年8月4日 最高裁判所判事就任
- 1958年6月8日 最高裁判所判事退任
- 1986年8月28日 98歳で没する。

## 著書
- 『裁判と現代』（編著）（日本評論社 1964年）
- 『漫談鶴と亀』（広済堂出版 1967年）